# Gorlago
Gorlago ist eine italienische Gemeinde (comune) mit 5161 Einwohnern (Stand 31. Dezember 2023) in der Provinz Bergamo, Region Lombardei.

## Geographie
Gorlago liegt zwölf km südöstlich der Provinzhauptstadt Bergamo und 60 km nordöstlich der Metropole Mailand.
Die Nachbargemeinden sind Bolgare, Carobbio degli Angeli, Costa di Mezzate, Montello, San Paolo d’Argon und Trescore Balneario.

## Sehenswürdigkeiten
Die Pfarrkirche San Pancrazio wurde im 14. Jahrhundert erbaut. Im 18. Jahrhundert wurden umfangreiche Restaurierungsarbeiten an der Kirche vorgenommen.

## Persönlichkeiten
- Camillo Vittorino Facchinetti (1883–1950), römisch-katholischer Apostolischer Vikar von Tripolis